# Gianfranco Contini
Gianfranco Contini (Domodossola, 4 de enero de 1912 - Id., 1 de febrero de 1990) fue un crítico literario y filólogo italiano, historiador de la literatura italiana y uno de los máximos exponentes de la crítica estilística.

## Biografía
Hijo de Riccardo Contini y Maria Cernuscoli, después de realizar con brillantez los estudios clásicos en el Colegio Rosmini Mellerio de Domodossola, se graduó en Artes en 1933 la Universidad de Pavía, donde fue alumno del Colegio Ghislieri, con una tesis sobre la vida y obra de Bonvesin de la Riva. Completó sus estudios en Turín el año siguiente y se puso en contacto con algunos de los jóvenes intelectuales que pronto se fusionaron en la editorial Einaudi: Massimo Mila, Leone Ginzburg y el mismo Giulio Einaudi. Afiliado al Partido Nacional Fascista en 1934, Contini se trasladó a París hasta 1936, donde entró en contacto con Bédier y Millardet. Luego consiguió un trabajo en la Accademia della Crusca de Florencia y después fue profesor de literatura francesa en Pisa. En este período comenzó su relación con Eugenio Montale y sus colaboraciones en la revista «Literatura».
En 1938 obtuvo la plaza de profesor de filología románica en la Universidad de Friburgo, sucediendo a Bruno Migliorini. Allí tuvo la oportunidad de encontrarse con un nutrido grupo de italianos, refugiados durante la Segunda Guerra Mundial, entre los que cabe mencionar a D'Arco Silvio Avalle, Dante Isella y Giorgio Orelli. Presente en Ossola en 1944, durante la República de Ossola, participó como representante del Partido de Acción y en las reuniones del Comité de Liberación Nacional, junto con Carlo Calcaterra. Al finalizar la guerra volvió a enseñar en Friburgo hasta 1952. Después obtuvo la cátedra de Filología Románica en la Facultad de Educación, y más tarde de Lengua y Literatura Española y Filología Románica de la Facultad de Letras de la Universidad de Florencia. Por último, fue profesor de la Escuela Normal Superior de Pisa.
Fue director del Centro de estudios de filología de la Accademia della Crusca, cargo que ocupó hasta marzo de 1971. Fue académico de la Accademia Nazionale dei Lincei y presidió la Sociedad Dantesca Italiana. Su producción científica continuó sin cesar, a pesar de las dificultades provocadas por su estado de salud en las décadas de 1970 y 1980. En 1987 regresó a Domodossola, a la villa de San Quirico, donde murió tres años después.

## Metodología
La metodología de trabajo de Contini no se detenía en las obras concretas exclusivamente, sino que también analizaba las ediciones anteriores y las distintas etapas y el tiempo de las mismas, así como los manuscritos con sus correcciones. En sentido general, se adaptaba a la corriente de la crítica estilística de Karl Vossler y Leo Spitzer. Su trabajo no se centró exclusivamente en los aspectos lingüísticos, sino que trató de reconstruir la génesis del texto a partir de las variaciones que introducía su autor. Fue un gran investigador de la literatura en todos los frentes: desde los ensayos sobre Dante y Petrarca hasta los trabajos de autores contemporáneos como Pascoli, Montale, Gadda y Pizzuto. Identificó en la literatura italiana, vista desde el ámbito lingüístico-estilístico, dos líneas que la atraviesan, por así decirlo, desde sus orígenes hasta el siglo XX: una línea multilingüe y otra monolingüe. El multilingüismo, que se caracteriza por una gran cantidad de registros léxicos y un uso experimental de la lengua, que parte de Dante, mientras que el monolingüismo, o el uso exclusivo de una lengua literaria que puede considerarse "culta", que nace con Petrarca.

## Publicaciones seleccionadas
- Dante Alighieri, editado por Rime, Einaudi, Turín 1939.
- Poeti del Duecento, editado por Ricciardi, Milán-Nápoles 1960, vol. 2.
- Letteratura dell'Italia unita 1861-1968, editado por Sansoni, Florencia 1968.
- Francesco De Sanctis, Scelta di scritti critici e ricordi, Turín: Utet 1969.
- Varianti e altra linguistica. Una raccolta di saggi (1938-68), editado por Einaudi, Turín 1970.
- Un'idea di Dante, editado por Einaudi, Turín 1970.
- Introduzione a Carlo Emilio Gadda, La cognizione del dolore, editado por Einaudi, Turín 1970.
- Altri esercizi (1942-71), editado por Einaudi, Turín 1972.
- Roberto Longhi, Da Cimabue a Morandi, editado por Mondadori, Milán 1973.
- Esercizi di lettura sopra autori contemporanei con un’appendice su testi non contemporanei, editado por Einaudi, Turín 1970. (parte de Un anno di letteratura, Le Monnier, Florencia, 1942)
- Una lunga fedeltà. Scritti su Eugenio Montale, editado por Einaudi, Turín 1974.
- Introduzione a Francesco Petrarca, Canzoniere, con nota de Daniele Ponchiroli, editado por Einaudi, Turín 1975.
- Letteratura italiana del Quattrocento, editado por Sansoni, Florencia 1976.
- Letteratura italiana delle origini, editado Sansoni, Florencia, 1978.
- Eugenio Montale, L'opera in versi, editado por Einaudi, Turín 1980 (en colaboración con Rosanna Bettarini)
- Letteratura italiana del Risorgimento 1789-1861, editado por Sansoni, Florencia 1986.
- Ultimi esercizî ed elzeviri (1968-87), editado por Einaudi, Turín, 1987.
- Antología leopardiana, editado por Sansoni, Florencia, 1988.
- Carlo Emilio Gadda, Lettere a Gianfranco Contini a cura del destinatario 1934-67, Garzanti, Milán 1988.
- Quarant'anni di amicizia: scritti su Carlo Emilio Gadda (1934-88), Turín 1989.
- Breviario di ecdotica, Turín 1990.
- Poeti del Dolce stil novo editado por Mondadori, Milán 1991.
- Racconti della Scapigliatura piemontese editado por Einaudi, Turín 1992.
- La letteratura italiana Otto-Novecento editado por Rizzoli, Milán, 1998.
- Postremi esercizi ed elzeviri, Turín, 1998.
- Poesie, Turín 2010.